# لين ديفيس
لين ديفيس (بالإنجليزية: Lynn Davis)‏ هي مصورة أمريكية، ولدت في 1944 في منيابولس في الولايات المتحدة.